# Esquirol sol meridional
L'esquirol sol meridional (Heliosciurus mutabilis) és una espècie de rosegador de la família dels esciúrids. Viu a Malawi, Moçambic, Tanzània, Zàmbia i Zimbàbue. El seu hàbitat natural són terres baixes humides forestals subtropicals o tropicals, boscos de muntanya humits subtropicals o tropicals, sabanes humides, i pastures a gran altitud subtropical o tropical.